# Передок (повозка)
Передо́к — специализированная двухколёсная дышловая (с дышловой упряжкой) артиллерийская повозка, сцепляемая с лафетом и служащая для перевозки артиллерийских орудий и для помещения снарядов для него, предназначенная для обеспечения транспортировки буксируемых орудий (как с колёсными, так и гусеничными лафетами).
В литературе встречаются названия Передок орудийный, Орудийный передок. Передки как и зарядные ящики, перевозочные средства осадной и крепостной артиллерии и всевозможные повозки войскового обоза относились к военным повозкам, которые должны были удовлетворять, кроме обычных требований к повозкам (лёгкость их на ходу, поворотность, устойчивость), еще и некоторым особенным (надёжность, заменяемость), так как они нередко были принуждены двигаться без дорог, и могли подвергаться повреждению противником в бою. Из повозок, употребляемых в военном деле, лишь повозки специального назначения (военные повозки) подчинялись строгим требованием в отношении конструкции, размеров и своих свойств, в том числе и передки.

## История
Передок применялся при движении в походе в качестве опоры хоботовой части станины орудия полевой артиллерии. В передней части повозки располагалось дышло (в случае использования конной тяги) либо тяговое устройство (при использовании артиллерийского тягача), сзади — соединявшийся со шкворневой лапой станин крюк. Колёса могли иметь подрессоривание либо быть установленными жёстко.
Помимо своего основного назначения, передок обычно использовался также для транспортировки зарядных ящиков (а точнее, их задних ходов), которые крепились к средней части повозки.
В США передки используются для похорон генералов и крупных государственных деятелей.
В конструкции современных буксируемых артиллерийских орудий передок, как правило, не используется.

## Виды и типы
В Русской артиллерии Вооружённых Сил Российской Империи применялись следующие виды и типы передков:
- Полевой передок, передок для батарейных и лёгких пушек, а также и для зарядных ящиков пешей артиллерии.
- Осадный передок[9], передок назначался для перевозки по одному на 10 орудий, и служил для перевозки орудий не тяжелее 120 пудов с упряжкой в 10 лошадей (четыре в корню и два уноса по тройке), а при перевозке грузов до 215 пудов припрягался третий троечный унос;
- Крепостной передок[10], передок назначался для перевозки артиллерийских грузов весом не более 400 пудов (орудий, лафетов, платформ и другого) и состоял в имуществе крепостей. При надобности в перевозке грузов более 400 пудов два передка соединялись в 4-колесную повозку.

## Изображения
- Русский лёгкий полевой передок времён Отечественной войны 1812 года, Военно-исторический музей артиллерии, СПб..
- Модель передка в немецком музее.
- Передок и зарядный ящик времён Гражданской войны в США.
- Зарядный ящик на передке в Верденском мемориале[англ.].
- Передок образца 1911/30 гг. 122-мм гаубицы обр. 1910/30 гг. в Техническом музее.
- Передок к 76-мм горной пушке обр. 1909 г. там же.
- Он же, вид на зарядные ящики.
- Передок 76-мм полковой пушки обр. 1943 г. с установленным на нём зарядным ящиком, там же.
- Передок 120-мм миномёта обр. 1938 г..